# نوبويوكي تاكادا
نوبويوكي تاكادا (باليابانية: 高田 信行) (مواليد 11 أغسطس 1970)، هو لاعب كرة قدم سابق كان يلعب كلاعب وسط.